# 百年国恥

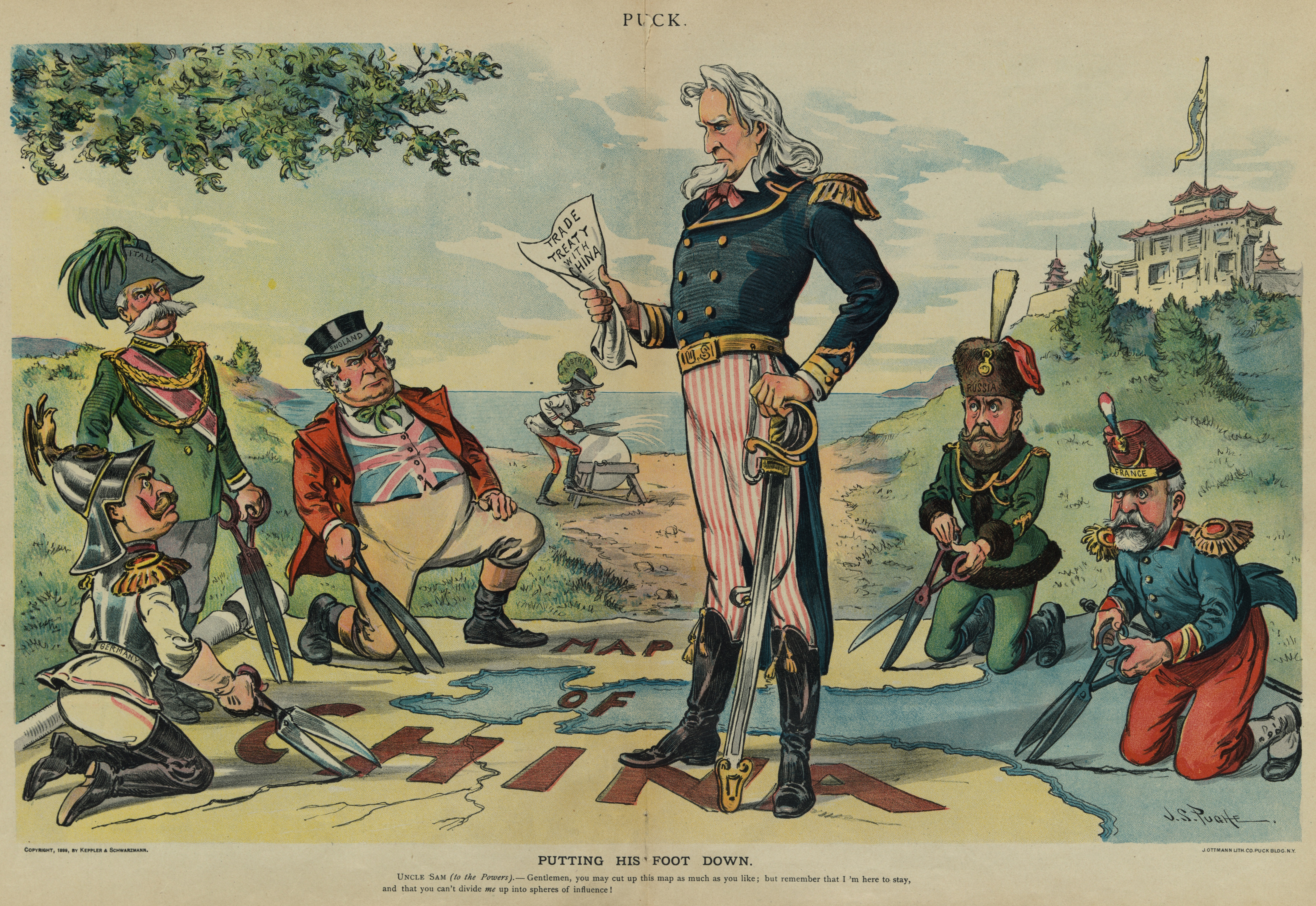
大国が中国の分割を計画している風刺画。描かれているのは左からヴィルヘルム2世（ドイツ）、ウンベルト1世（イタリア）、ジョン・ブル（イギリス）、フランツ・ヨーゼフ1世（オーストリア、後列）、アンクル・サム（アメリカ）、ニコライ2世（ロシア）、エミール・ルーベ（フランス）。ただしアメリカは中国進出に乗り遅れたため、各国が中国と締結した条約を握りつぶして機会の平等を訴えている。『パック』1899年8月23日号より、J. S. Pughe作

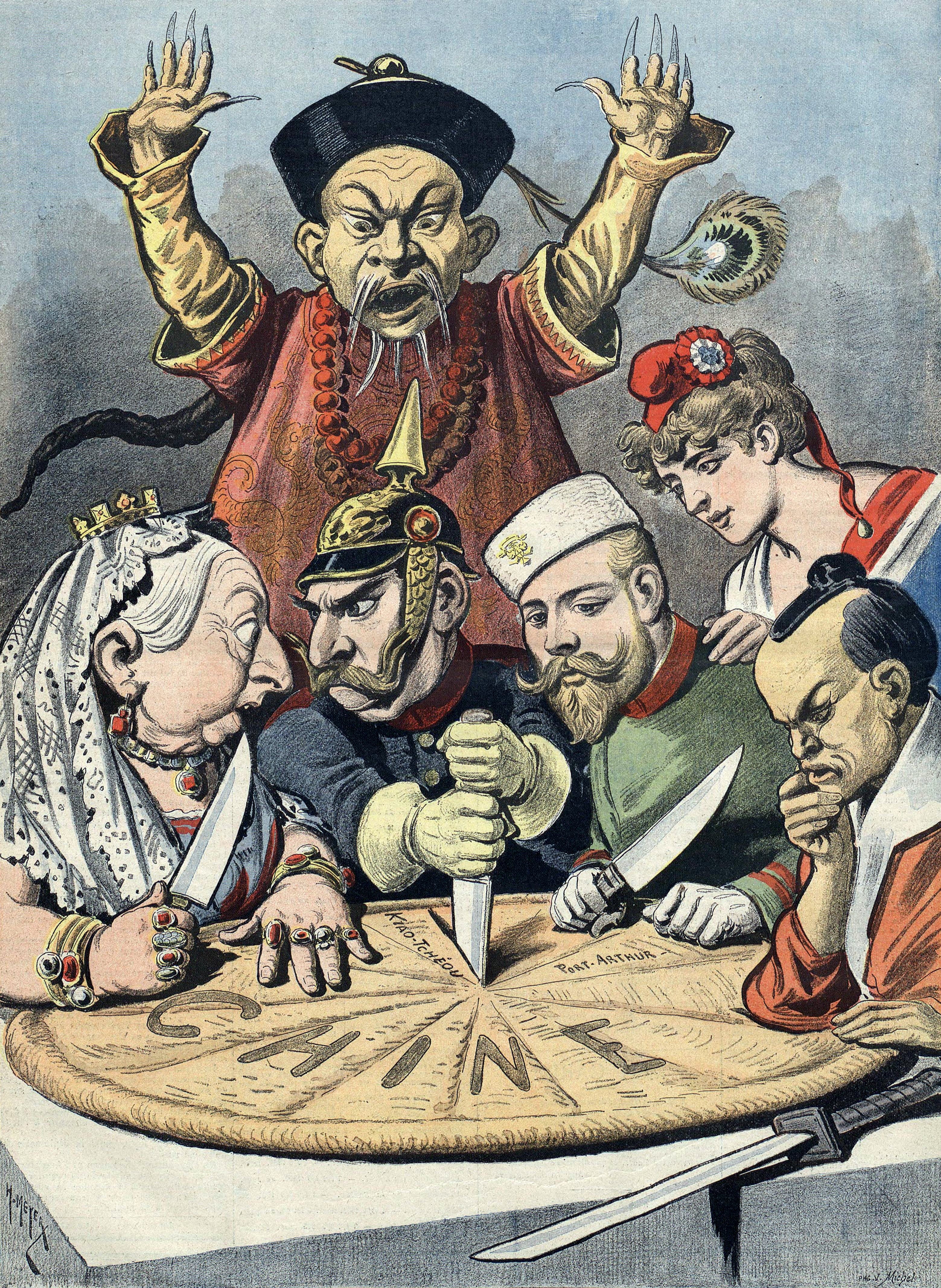
大国が中国を分割している風刺画。左からヴィクトリア（イギリス）、ヴィルヘルム2世（ドイツ）、ニコライ2世（ロシア）、マリアンヌ（フランス）、武士（日本）。

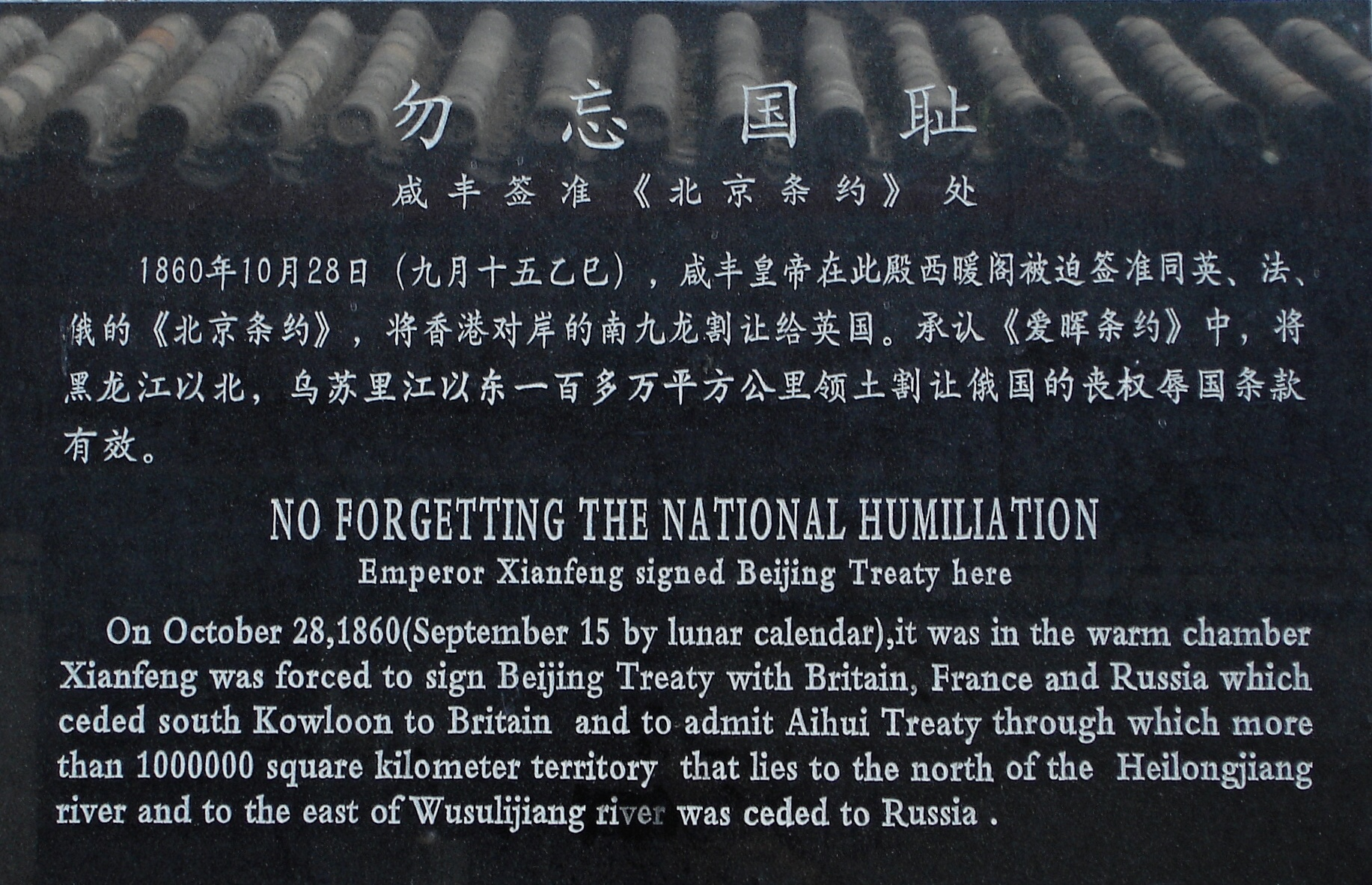
承徳避暑山荘と外八廟に設置された「勿忘国耻（国恥を忘れるな）」と書かれた銘板。この場所で咸豊帝が北京条約とアイグン条約をイギリス、フランス及びロシアに強制的に結ばされ、九竜半島の南部九竜司地方と黒竜江周辺の100万平方キロメートルの領土を奪われたと書いてある。

百年国恥（ひゃくねんこくち）または百年恥辱（ひゃくねんちじょく）は、19世紀後半から20世紀前半にかけて、清や中華民国に欧米列強・ロシア・日本が介入し、服従させられた期間を表すために中国で用いられる言葉である。
この言葉は、第一次世界大戦中の1915年に日本国政府の「対華21カ条要求」や袁世凱がそれを受け入れたことに対する反発により中国民族主義が台頭する中で生まれたもので、その後、中国国民党と中国共産党がこれを広めた。

## 歴史
「百年国恥」の始まりは通常、阿片戦争の前夜の19世紀半ば、阿片中毒が蔓延し、清の政治が崩壊する時期までさかのぼるとされる。
「百年国恥」の間に起きた、列強から受けた「国恥」には、以下のものが含まれる。
- 阿片戦争（1839年 - 1842年）での大英帝国に対する敗北。
- 各種の不平等条約（南京条約、虎門寨追加条約、望厦条約、黄埔条約、黄埔条約、アイグン条約、下関条約、北京議定書など）
- 上記の不平等条約に基づいて列強国による領土の割譲（上海共同租界）
- アロー戦争（1856年 - 1860年）での敗北と英仏軍による円明園での略奪。
- 清仏戦争（1884年 - 1885年）で現在のベトナムの宗主権を失い、インドシナ半島における影響力を完全に失った。
- 日清戦争（1894年 - 1895年）での大日本帝国に対する敗北。
- ロシア帝国による遼東占領（1898年）と旅順・大連租借に関する露清条約（パブロフ協定）。
- 八カ国連合軍による義和団の乱（1899年 - 1901年）の鎮圧[4]。
- イギリスのチベット遠征（1903年 - 1904年）[5]
- 日露戦争（1904年 - 1905年）において、大日本帝国とロシア帝国の戦地となった。
- 日本による対華21カ条要求（1915年）
- 五・三〇事件（1925年）
- 満州事変（1931年 - 1932年）と満州国建国
- ソ連の新疆侵攻（1934 年1月 - 4月）
- 日中戦争（1937年 - 1945年）

この時期、中国は米国、欧州、日本による支配、貧困、大きな内部分裂に苦しみ、戦った戦争のほぼ全てで敗北し、その後の条約で大国に大きな譲歩を迫られることが多かった。
多くの場合、中国側は多額の賠償金を支払い、貿易のために港を開放させられ、領土を租借または割譲することを余儀なくされた（ロシア帝国への外満洲と外西北、ドイツへの膠州湾、イギリスへの香港、フランスへの湛江、日本への台湾と大連など）。また、軍事的敗北に続いて、外国の「勢力圏」に主権やその他の様々な譲歩をすることを余儀なくされた。

## 百年国恥の終焉
百年国恥がいつ終わったか、そもそも終わっているのかどうかについては、様々な解釈がある。蔣介石と毛沢東は、第二次世界大戦の余波で「百年国恥」の終焉を宣言した。蔣介石は日本の支配に対する戦時中の抵抗と、戦勝国の中での中国の地位をアピールした。毛沢東は1949年の中華人民共和国の建国時に「百年国恥」の終焉を宣言した。
治外法権は1943年にイギリスとアメリカによって放棄された。蔣介石は第二次世界大戦後、フランスに全ての租界を中国の支配下に引き渡すことを要求した。
朝鮮戦争での人民解放軍による国連軍の撃退、1997年の香港返還、1999年のマカオ返還、そして2008年の北京オリンピックの開催でも、同様に百年国恥の終焉が宣言された。

## 現在も終焉していないという主張

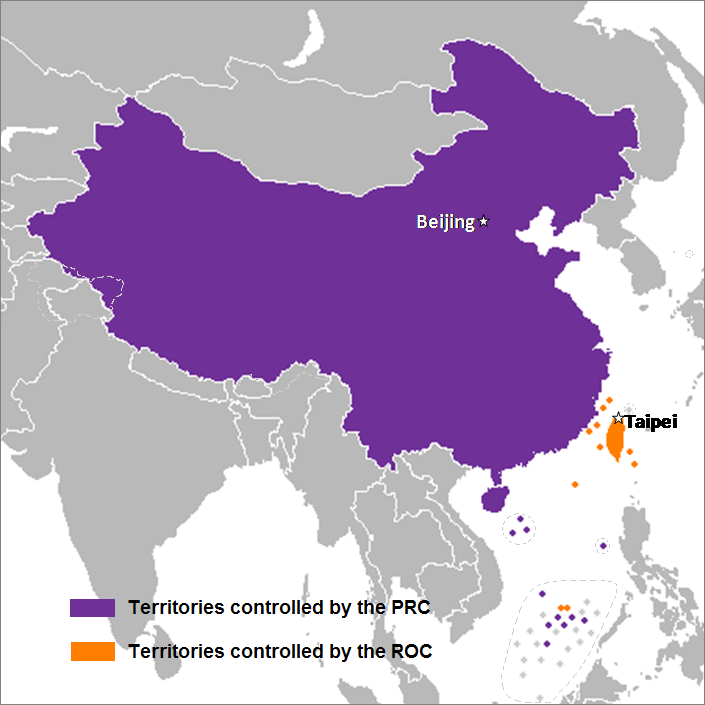
現在の中国の地図。紫が中華人民共和国、オレンジが中華民国（台湾）であり、事実上の分断国家と扱われ、中華を称する国家がニカ国存在するのが現状である。

中国国内では、国恥時代はまだ終焉していないという見方がある。
現状、中華人民共和国（中国本土）と中華民国（台湾）が分断状態（分断国家）であり、政治体制が異なり対立状態でもある。中国と台湾を統一することで、清から続く国恥時代が完全に終焉するという主張である。

## 含意
中国共産党の歴史学や現代中国ナショナリズムにおける「百年国恥」という用語の使用は、「中国領土の主権と完全性」に焦点が当てられており、アメリカによる在ユーゴスラビア中華人民共和国大使館爆撃事件、海南島事件、2008年北京オリンピックの聖火リレーでのチベット独立を求める抗議行動などの事件に言及する際に用いられてきた。一部のアナリストは、中国の人権問題に対する外国からの批判や汚職問題に対する国内の注目をそらし、中国の領土主張や一般的な経済的・政治的台頭を強化するために使われていると指摘している。

## 批評
ジェーン・E・エリオットは、中国が近代化を拒んだ、あるいは西洋諸国の軍隊に勝てなかったという主張は単純化されていると批判し、中国は何度かの敗北を経て1800年代後半に大規模な軍事近代化に乗り出し、西洋諸国から武器を購入し、義和団の乱の際には漢陽工廠などで自前の武器を製造していたことを指摘した。また、エリオットは、租界の外に住んでいる多くの中国人農民（当時の人口の90%）は、「屈辱」を感じることなく、途切れることなく日常生活を続けていたとして、西洋諸国に対する敗北が中国社会のトラウマになっていたという主張に疑問を呈している。
歴史家たちは、19世紀の清朝の列強に対する脆弱性と弱さは、陸上では欧米諸国に対して軍事的な成功を収めたものの、主に海上での水軍の弱さによるとしている。歴史家のエドワード・L・ドレイアーは次のように述べている。「中国の19世紀の屈辱は、海上での弱さと失敗と強く関連していた。阿片戦争が始まった当時、中国には統一された海軍がなく、海上からの攻撃に対してどれだけ脆弱であるかという感覚がなかった。イギリス海軍は、帆船と蒸気船で自在に出撃できた。アロー戦争では、1860年の英仏水軍遠征隊が北京に近い所に上陸するのを中国は防ぐことができなかった。その間、近代的ではないが新しい中国軍は、19世紀半ばの反乱を鎮圧し、ロシアとイリ条約を結んで中央アジアの紛争地帯の平和的解決を図り、清仏戦争（1884-85年）ではフランス軍を撃破した。しかし、海上で敗北し、その結果、台湾への蒸気船輸送が脅かされることになり、中国は不利な条件で和平を締結せざるを得なくなった。」